# نیت سیلور
نیت سیلور (انگلیسی: Nate Silver؛ زادهٔ ۱۳ ژانویهٔ ۱۹۷۸) یک روزنامه‌نگار، و آماردان آمریکایی است که بیسبال و انتخابات‌ها را تحلیل می‌کند. (انتخابات‌پژوهی را ببینید). او هم‌اکنون سردبیر بلاگ فایوترتی‌ایت ای‌اس‌پی‌ان و گزارش دهندهٔ مخصوص ای‌بی‌سی نیوز است.
پس از این که سیلور موفق شد نتیجهٔ ۴۹ تا از ۵۰ ایالت را در انتخابات ریاست‌جمهوری سال ۲۰۰۸ ایالات متحده آمریکا پیش‌بینی کند، در سال ۲۰۰۹ به عنوان یکی از ۱۰۰ اثرگذارترین افراد از سوی تایم معرفی شد. ,d il وی همچنین در انتخابات سال ۲۰۱۲ در تمامی ۵۰ ایالت آمریکا نتایج انتخابات را به درستی پیش‌بینی کرده بود.
کتاب وی با عنوان Signal and The Noise در سال ۲۰۱۳ در جایگاه نخست کتاب‌های غیرداستانی لیست پرفروش‌ترین کتاب‌های نیویورک تایمز قرار گرفته‌است که در این کتاب به تشریح نگاه و متدولوژی خود جهت پیش‌بینی وقایع و پیامدهای سیاسی و ورزشی پراخته است.